# Motala varv, Norrköping

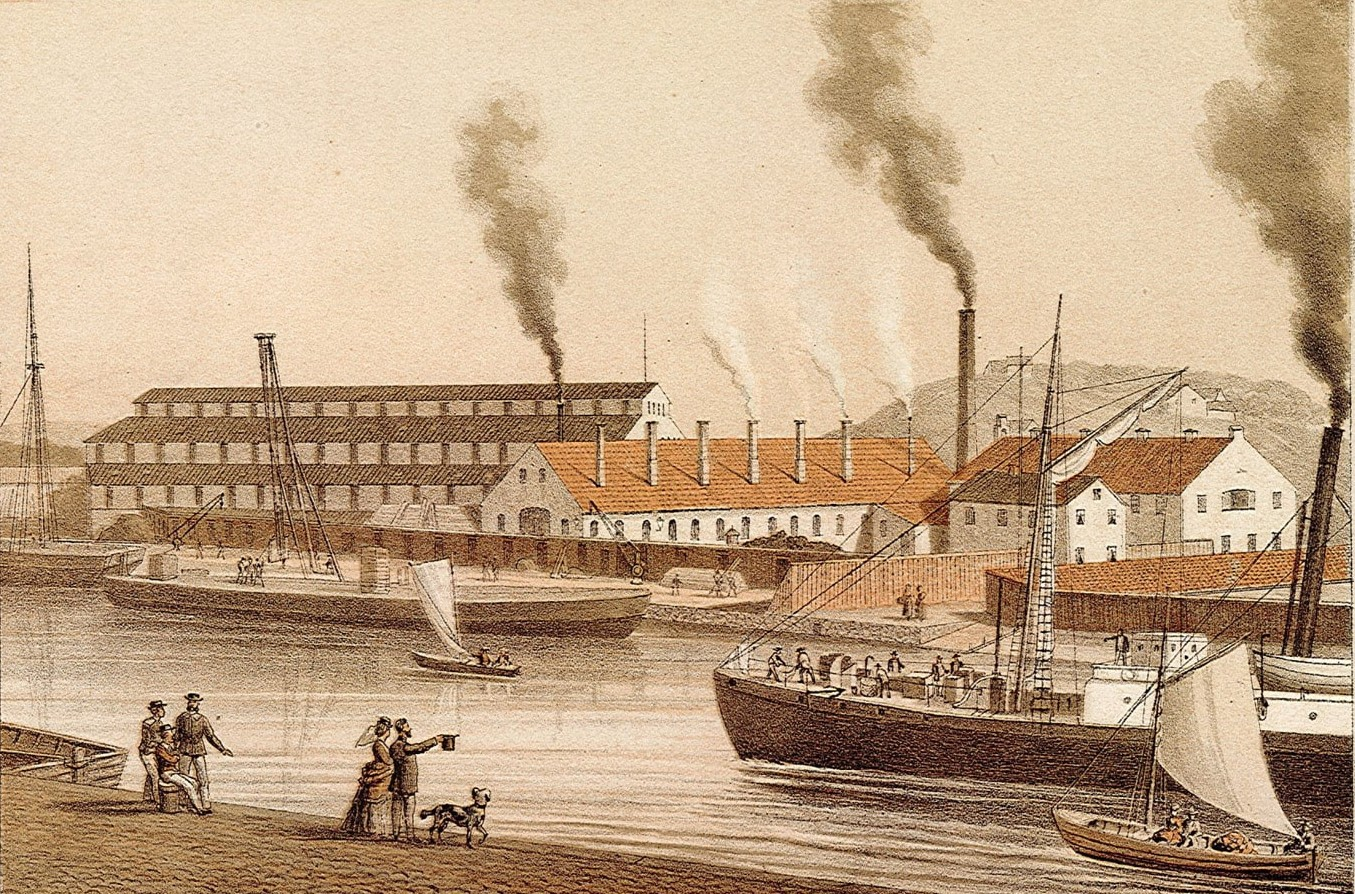
Motala varv, okänt datum. I bakgrunden Syltenberget

Ångfartyget Linköping, sjösatt 1846. Akvarell av Pehr Wilhelm Cedergren

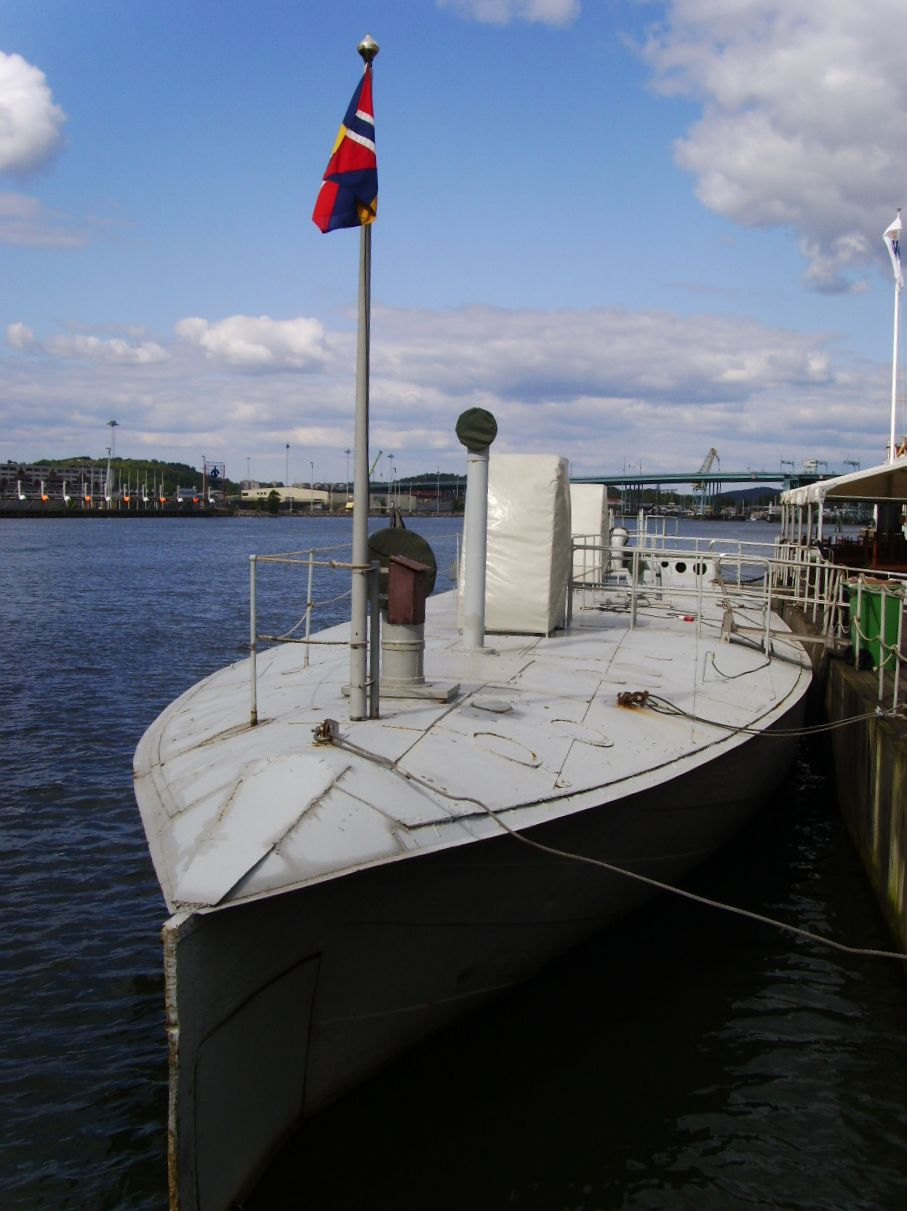
Monitoren Sölve, sjösatt 1875.

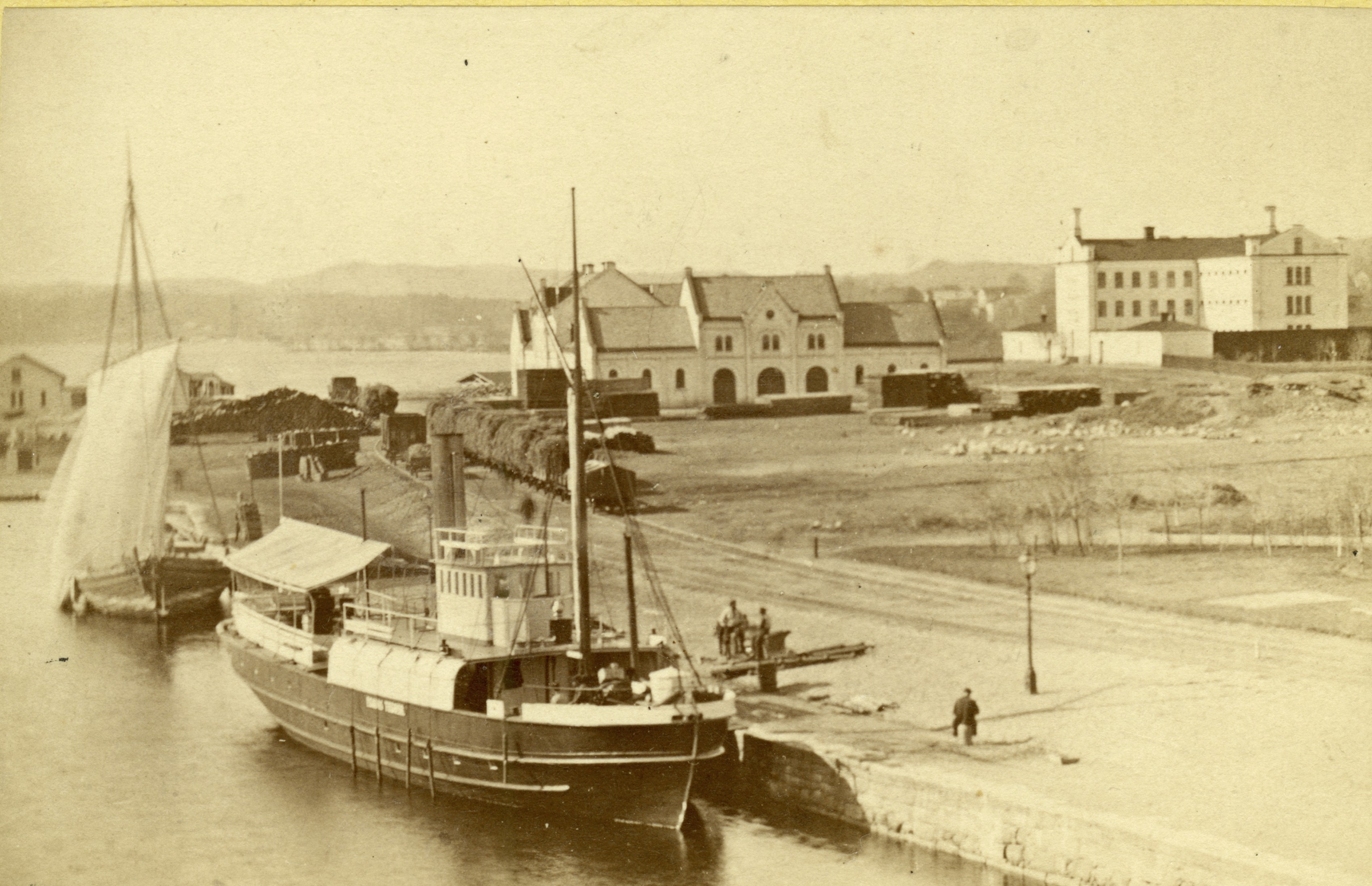
S/S Esaias Tegnér i Jönköpings hamn,1860-talet

Motala varv, Norrköping var ett varv i Norrköping som grundades av AB Motala Verkstad som en filialfabrik 1841.
Varvet var beläget på Motala ströms södra sida nedanför Syltenberget, bredvid den plats där tidigare Nya Varvet legat. Dess första chef var Otto Edvard Carlsund, som då ansågs som Sveriges främste ångbåtskonstruktör. 
Under sina tio första år levererade varvet 93 ångfartyg. Från 1850 hade varvet omkring 600 anställda och var då landets största varv, och var även tekniskt det ledande. Å1856 köptes det andra varvet i Norrköping, Hammarstens varv. Våren 1878 byggde Motala varv världens första tankbåt, Zoroaster för Fotogenaktiebolaget Bröderna Nobel för segling i Kaspiska havet.
År 1891 gick Motala Verkstad i konkurs, varvid verksamheten på Motala varv lades ner 1892 till förmån för en reorganisation av koncernföretaget Lindholmens varv i Göteborg. Företaget omdöptes till AB Lindholmen-Motala. 
När varvsverksamheten inom Motala verkstad-gruppen upphörde 1921, hade sammanlagt 378 fartyg, 800 sjöångmaskiner och 1.100 ångpannor levererats.

## Byggda fartyg i urval[1]
- 1844 Norrköping, varvsnummer 6, hjulångareupprn
- 1844 Fontanka
- 1846 Linköping, varvsnummer 9, Sveriges första propellerdrivna ångfartyg
- 1846 Jönköping, propellerfartyg, varvsnummer 10
- 1846 Örebro, varvsnummer 15, hjulångare
- 1847 S/S Westergöthland, propellerfartyg, varvsnummer 18
- 1848 S/S Götheborg, propellertartyg, varvsnummer 19
- 1848 Carl von Linné, varvsnummer 21
- 1849 Ægir, varvsnummer 25
- 1850 Arboga, varvsnummer varvsnummer 26, hjulångare
- 1850 Blixten, hjulångare, varvsnummer 27
- 1850 Carlstad, hjulångare, varvsnummer 28
- 1851 Esaias Tegnér, varvsnummer 32
- 1851 Aros, varvsnummer 36
- 1852 Köping, hjulångare, varvsnummer 41
- 1853 John Schwartz, hjulångare, varvsnummer 45
- 1854 Prins Gustaf, varvsnummer 48
- 1855 Motala Ström, varvsnummer 51
- 1857 S/S Per Brahe, varvsnummer 62
- 1858 S/S Norden, varvsnummer 75
- 1858 Polhem, postångare och expeditionsfartyg till Spetsbergen
- 1864 Kronoångaren Sofia, postångare
- 1872 S/S Nordstjernan (1872), passagerarfartyg
- 1875 Sölve, monitor för svenska flottan
- 1875 S/S Thomée
- 1878 Zoroaster, världens första tankbåt
- 1885 S/S Astrea, varvsnummmer 368